# Pati dels Rabins
El Pati dels Rabins és un conjunt d'edificacions del municipi de Girona que forma part de l'Inventari del Patrimoni Arquitectònic de Catalunya.

## Descripció
El conjunt de construccions que donen al darrere del carrer de la Força i a ella mateixa. Era l'antic nucli del Call jueu, on es trobaven les Escoles, l'hospital, la carnisseria, i la sinagoga al darrere. Tot va ser molt modificat després de l'expulsió dels jueus i més encara després de l'incendi que afectà el barri. Actualment és un espai recuperat com a pati on hi aboquen jocs de façanes i espais uns dins els altres, de pedra i rajols, De grans arcs i escales. De terrasses i patis. De cisternes i patis minúsculs. D'escales estretes i recargolades, finestres estretes, portes i més portes. A la part baixa s'han descobert més sales, amb capitells i columnes senzilles i antigues (segles XII-XIII?). Podrien existir uns banys antics a sota.

## Història
Les primeres notícies històriques van lligades a la mateixa història dels jueus. El 1492 són expulsats. Anteriorment havia estat la darrera sinagoga del complex, ja que era molt difícil descobrir les particions. El nucli anava des del carrer de Sant Llorenç fins als Maristes i fins passat el carreró d'Hernàndez. La compra el 1492 la feu Jordi Rafart. La casa anirà passant de mà en mà i s'anirà segregant. Els antics carrers coberts jueus s'anaren tapant i confonent, modificant tota la trama confusa actual del carrer de la Força. Durant el setge de 1710 la casa quedà molt deteriorada i passà a mans d'un canonge (Samou) que la reparà i l'agafà en propietat familiar, fins a la desamortització del 1842, que passà a la propietària de la casa núm. 8 de la Força. L'any 1956 la compraren en Josep Tarrés i la seva muller Ferrer.